# Amoi
Amoi Technology Co., Ltd. (кит. 夏新科技有限责任公司) — китайская компания-производитель бытовой техники и электронных устройств, основанная в Сямыни в 1981 году.
Китайское название 夏新 (xiàxīn) примерно означает «новое лето»; название Amoi используется на внешних рынках. В сокращённой форме в китайских текстах используется запись 夏新科技 (xiàxīn kējì), которую принято переводить как Amoi Technologies. До 2011 года названием было 夏新电子 (xiàxīn diànzǐ), что принято переводить как Amoisonic Electronics, поскольку до 2003 года компания использовала глобальное название Amoisonic. Международное название происходит от слова Amoy — исторического английского названия города Сямынь.

## История
В августе 1981 года в Сямыне была основана компания Xiamen Solid Electronic Ltd. — совместное предприятие между китайскими и иностранными партнёрами. В числе китайских акционеров были Jiuzhou Electronics и пекинский инвестиционный фонд CASREV.
В мае 1997 года компания была инкорпорирована в акционерное общество под названием Amoisonic Electronics Co. Ltd., а в октябре вышла на Шанхайскую фондовую биржу (тикер 600057). Название указывало на основную деятельность компании — производство аудиоаппаратуры и проигрывателей. В 2001 году Amoisonic вышла с линейкой аудиотехники на рынок США. В том же году она занялась разработкой сотовых телефонов.
В 2003 году название компании на международном рынке было изменено на Amoi, а на внутреннем — из полного имени исчезло название города. Тем не менее, аудиотехника в США некоторое время продолжала продаваться под брендом Amoisonic.
В 2005 году амбассадором бренда стала китайская певица Ли Юйчунь. Тогда же компания активно вышла на международные рынки, включая российский, и стала участвовать в мировых выставках электроники, выпустив телефоны с поддержкой сетей 3G. Кроме того, она стала оказывать услуги ODM-производителя. Середина «нулевых» стала периодом расцвета Amoi, её телефоны и MP3-плееры продавались по всему миру и регулярно брали награды выставок за инновации и дизайн. С 2007 года она также производит телевизоры.
Проблемы начались в конце 2008 года, когда оказалось, что Amoi больше года несёт убытки из-за чрезмерного инвестирования, против неё кредиторами было подано 46 исков на сумму больше 30 млн юаней. Компания имела долги по оплате рекламы, аренде помещений и другие просроченные обязательства. В итоге в начале следующего года возникла ситуация, описанная в СМИ как «фабрика полностью закрыта, большинство сотрудников уволились, существует бесконечный поток кредиторов, а руководство избегает клиентов». 27 мая компания была делистнута с Шанхайской биржи, а в декабре реструктурирована и переименована в Amoi Technology. Однако лишь после 27-месячного простоя, в августе 2011 года, она смогла возобновить деятельность.

## Продукция

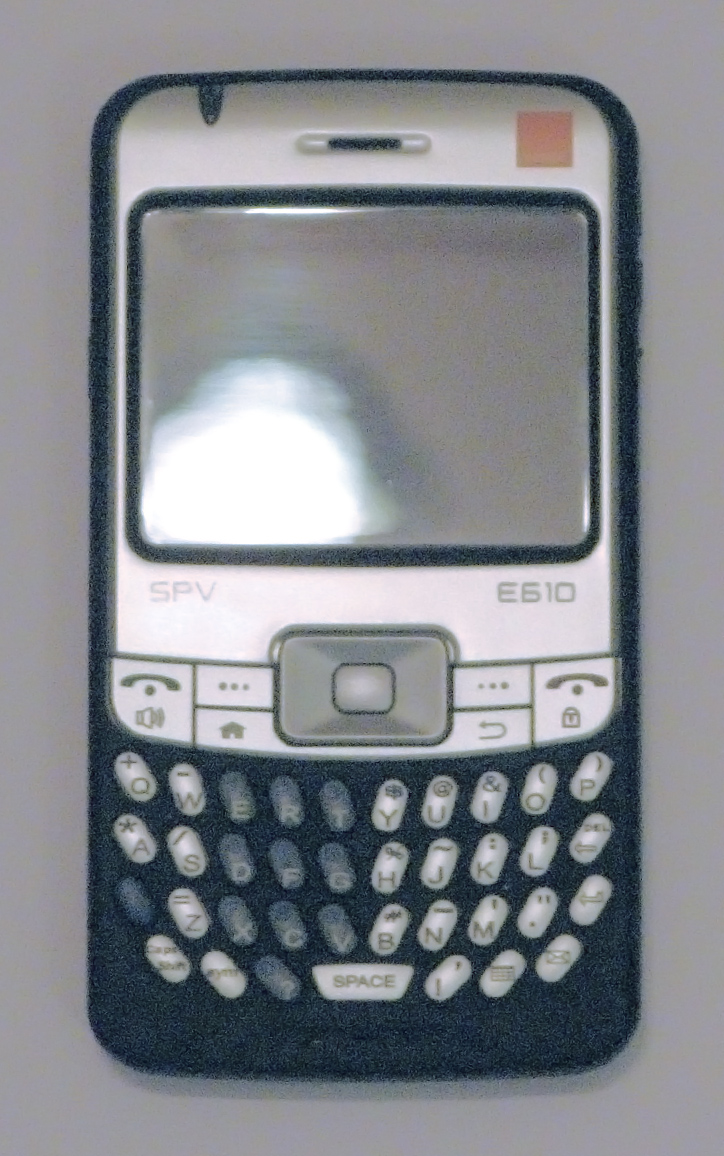
Orange SPV E610

Ассортимент Amoi в разные годы составлял широкий спектр бытовой электроники: медиаплееры, колонки, сотовые телефоны, смартфоны на Windows Mobile и Android, активно экспериментируя при этом с форм-фактором. После реструктуризации она также стала выпускать мелкую кухонную технику. С 2007 года Amoi выпускает телевизоры и мониторы.
К числу разработок Amoi, выпущенных по схеме ODM, относится «Скайпфон» — сотовый телефон с поддержкой Skype для британского оператора Three, а также ряд устройств INQ для него же. Для оператора Orange в Европе Amoi выпустил 2 устройства, вошедшие в серию Orange SPV, а именно кнопочные полусмартфоны на Windows Mobile SPV C200 (Amoi E72) и SPV E610 (Amoi 6711). Остальные смартфоны серии SPV были выпущены HTC. В США в 2007 году к услугам Amoi прибегнул производитель массовых товаров Sharper Image — его смартфон 101TSI есть не что иное как Amoi N810.

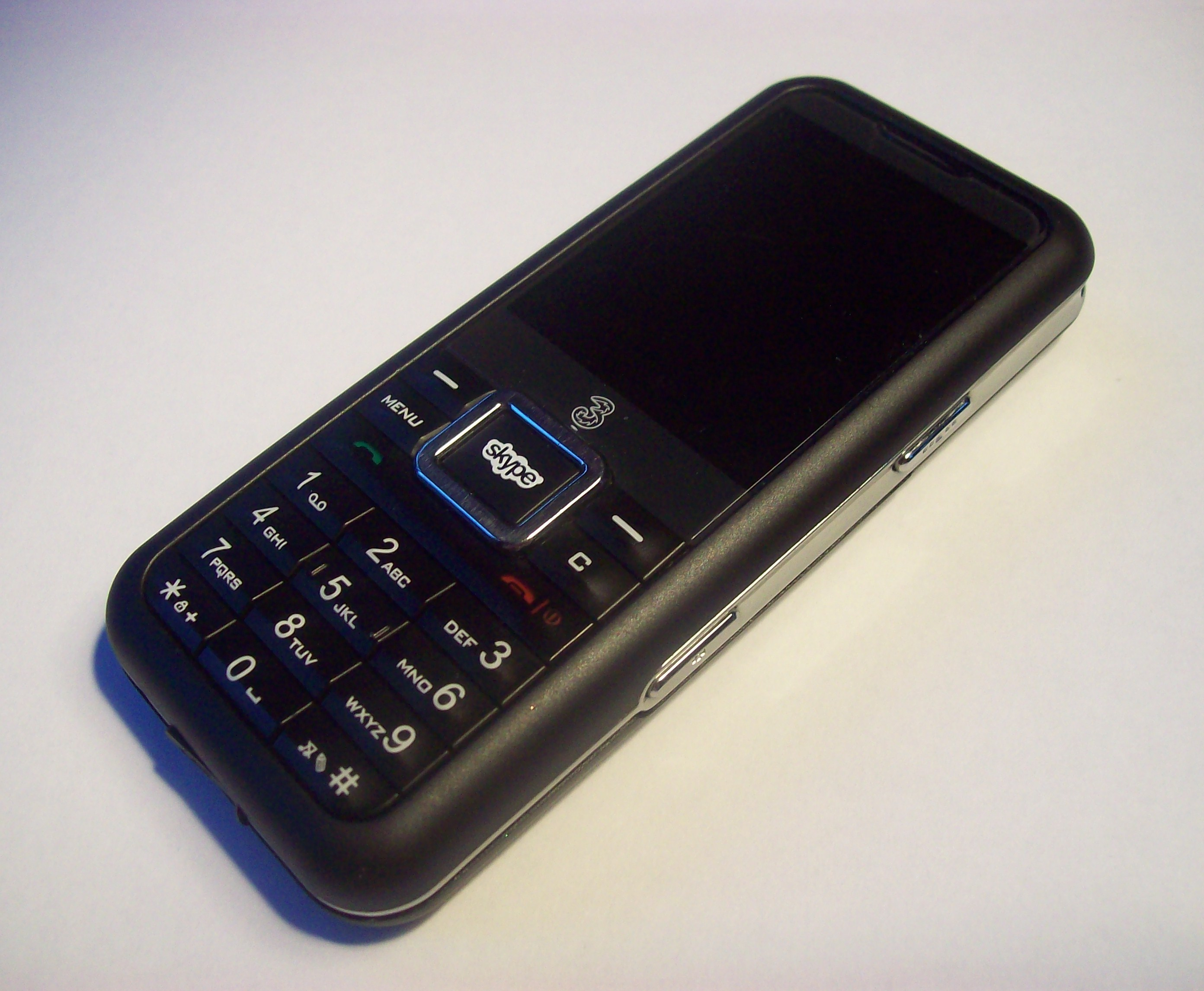
Skypephone S1

Смартфоны производства Amoi известны и в России, причём как поступившие в продажу под собственным брендом (или продававшиеся неофициально «китайские» модели), но и контрактная продукция. Так, например, в 2007 году RoverComputers адаптировала Amoi E860 как RoverPC E5, а Amoi N810 как RoverPC N7. В дальнейшем смартфоны Amoi под собственными брендами продавали DNS (например, DNS S5001 — аналог Amoi A860W, Dexp Ixion ML2 — аналог Amoi 1257).
Некоторые устройства Amoi могли быть выпущены сразу несколькими разными брендами по всему миру. Например:
- Amoi N810 — Sharper Image 101TSI (США), RoverPC N7 (Россия);
- Amoi E860 — AT Mobile Eagle (Европа), RoverPC E5 (Россия);
- Amoi N816 — Wolfgang AT-AS40SE (Европа, бренд сети Aldi), DNS S4004 (Россия);
- Amoi N828 — IMO S89 Miracle (Великобритания), DNS S4505M (Россия).

## Amoi и спортивные соревнования
Компания была спонсором Сямыньского марафона, а также женской волейбольной сборной Китая.
В 2005 году победитель «чемпионата Белоруссии по метанию телефонов» выиграл главный приз — новый мобильник Amoi M6.